# 34753 Zdeněkmatyáš
(34753) Zdeněkmatyáš, denumire internațională (34753) Zdenekmatyas, este un asteroid din centura principală de asteroizi.

## Descriere
34753 Zdeněkmatyáš este un asteroid din centura principală de asteroizi. A fost descoperit pe 24 august 2001 la Observatorul din Ondřejov de Petr Pravec și Peter Kušnirák. Asteroidul prezintă o orbită caracterizată de o semiaxă mare de 2,18 ua, o excentricitate de 0,12 și o înclinație de 4,8° în raport cu ecliptica.